# ژائو دان
ژائو دان (چینی: 趙丹؛ ۲۷ ژوئن ۱۹۱۵ – ۱۰ اکتبر ۱۹۸۰) بازیگر و کارگردان فیلم بود.
از فیلم‌ها یا مجموعه‌های تلویزیونی که وی در آن‌ها نقش داشته است، می‌توان به راپسودی خوشبختی اشاره نمود.